# Nogales (Veracruz)
Nogales – miasto w Meksyku, w stanie Veracruz.